# العلاقات الدنماركية الهندية
العلاقات الدنماركية الهندية هي العلاقات الثنائية التي تجمع بين الدنمارك والهند.

## مقارنة بين البلدين
هذه مقارنة عامة ومرجعية للدولتين:
| وجه المقارنة                                              | الدنمارك                                                     | الهند                       |
| --------------------------------------------------------- | ------------------------------------------------------------ | --------------------------- |
| المساحة (كم2)                                             | 42.92 ألف                                                    | 3.29 مليون                  |
| عدد السكان (نسمة)                                         | 5.79 مليون                                                   | 1.35 مليار                  |
| الكثافة السكانية (ن./كم²)                                 | 134.9                                                        | 410.33                      |
| العاصمة                                                   | كوبنهاغن                                                     | نيودلهي                     |
| اللغة الرسمية                                             | اللغة الدنماركية                                             | اللغة الهندية، لغة إنجليزية |
| العملة                                                    | كرونة دنماركية                                               | روبية هندية                 |
| الناتج المحلي الإجمالي (بليون دولار)                      | 324.87 مليار                                                 | 2.60 تريليون                |
| الناتج المحلي الإجمالي (تعادل القوة الشرائية) بليون دولار | 278.61 مليار                                                 | 8.00 تريليون                |
| الناتج المحلي الإجمالي الاسمي للفرد دولار أمريكي          | 51.99 ألف                                                    | 1.60 ألف                    |
| الناتج المحلي الإجمالي للفرد دولار أمريكي                 | 45.54 ألف                                                    | 5.70 ألف                    |
| مؤشر التنمية البشرية                                      | 0.900                                                        | 0.609                       |
| رمز المكالمات الدولي                                      | +45                                                          | +91                         |
| رمز الإنترنت                                              | .dk                                                          | .in، .भारत ‏، .بھارت ‏،        |
| المنطقة الزمنية                                           | توقيت وسط أوروبا، ت ع م+02:00، ت ع م+01:00، أوروبا/كوبنهاجن ‏ | ت ع م+05:30، توقيت الهند    |

## منظمات دولية مشتركة
يشترك البلدان في عضوية مجموعة من المنظمات الدولية، منها:
| علم المنظمة | اسم المنظمة                        | تاريخ انضمام الدنمارك | تاريخ انضمام الهند |
| ----------- | ---------------------------------- | --------------------- | ------------------ |
|             | يونسكو                             | 4 نوفمبر 1946         | 4 نوفمبر 1946      |
|             | الفريق المعني برصد الأرض           | ?                     | ?                  |
|             | مؤسسة التمويل الدولية              | 20 يوليو 1956         | 20 يوليو 1956      |
|             | بنك التنمية الآسيوي                | 1966                  | 1966               |
|             | منظمة حظر الأسلحة الكيميائية       | ?                     | ?                  |
|             | مؤسسة التنمية الدولية              | 30 نوفمبر 1960        | 24 سبتمبر 1960     |
|             | منظمة التجارة العالمية             | 1995                  | 1995               |
|             | نظام تحكم تكنولوجيا القذائف        | 1990                  | 2016               |
|             | وكالة ضمان الاستثمار متعدد الأطراف | 12 أبريل 1988         | 6 يناير 1994       |
|             | الاتحاد البريدي العالمي            | ?                     | ?                  |
|             | منظمة الشرطة الجنائية الدولية      | ?                     | ?                  |
|             | الأمم المتحدة                      | 24 أكتوبر 1945        | 30 أكتوبر 1945     |
|             | الاتحاد الدولي للاتصالات           | 1866                  | 1869               |
|             | البنك الدولي للإنشاء والتعمير      | 30 نوفمبر 1960        | 27 ديسمبر 1945     |
|             | البنك الإفريقي للتنمية             | ?                     | ?                  |

## وصلات خارجية
- موقع وزارة الخارجية الدنماركية
- موقع وزارة الخارجية الهندية